# Michaela Erler
Michaela Erler (* 29. Juni 1965 in Berlin) ist eine ehemalige deutsche Handballspielerin. Sie wurde 1993 mit der deutschen Nationalmannschaft Weltmeisterin.

## Vereinskarriere
Die Handballerin des Jahres 1995 und 1996 begann als Siebenjährige das Handballspielen in Berlin. Stationen ihrer Laufbahn waren TSV Tempelhof, Blau-Weiß Berlin, Reinickendorfer Füchse, TSV GutsMuths Berlin, VfL Engelskirchen (1984–1988), Bayer Leverkusen (1988–1993), TuS Walle Bremen (1993–1996) und Borussia Dortmund (1996–2003).

## Nationalmannschaft
Mit 285 Länderspielen bestritt Michaela Erler die zweitmeisten Partien für die deutsche Nationalmannschaft. Die Kreisspielerin erzielte dabei 690 Tore.
Sie wurde 1993 in Norwegen mit dem deutschen Team Weltmeister. 1998 erklärte sie – auch für den Trainer überraschend – öffentlich vor laufender Kamera ihren Rücktritt von der Nationalmannschaft. 2003 erklärte sie dann auch ihren Rücktritt vom aktiven Wettbewerbssport. Gelegentlich spielt sie noch für das Bundesliga-Allstar-Team in Freundschaftsspielen für karitative Zwecke oder zu Vereinsjubiläen.

## Erfolge
- Handballweltmeister 1993
- Vizeeuropameister 1994
- Europapokal der Pokalsieger 1994
- Deutscher Meister 1994, 1995, 1996
- DHB-Pokalsieg 1986, 1988, 1991, 1994, 1995, 1997
- 4. Platz bei den Olympischen Spielen 1992
- Handballerin des Jahres 1995, 1996